# Elevador de grãos

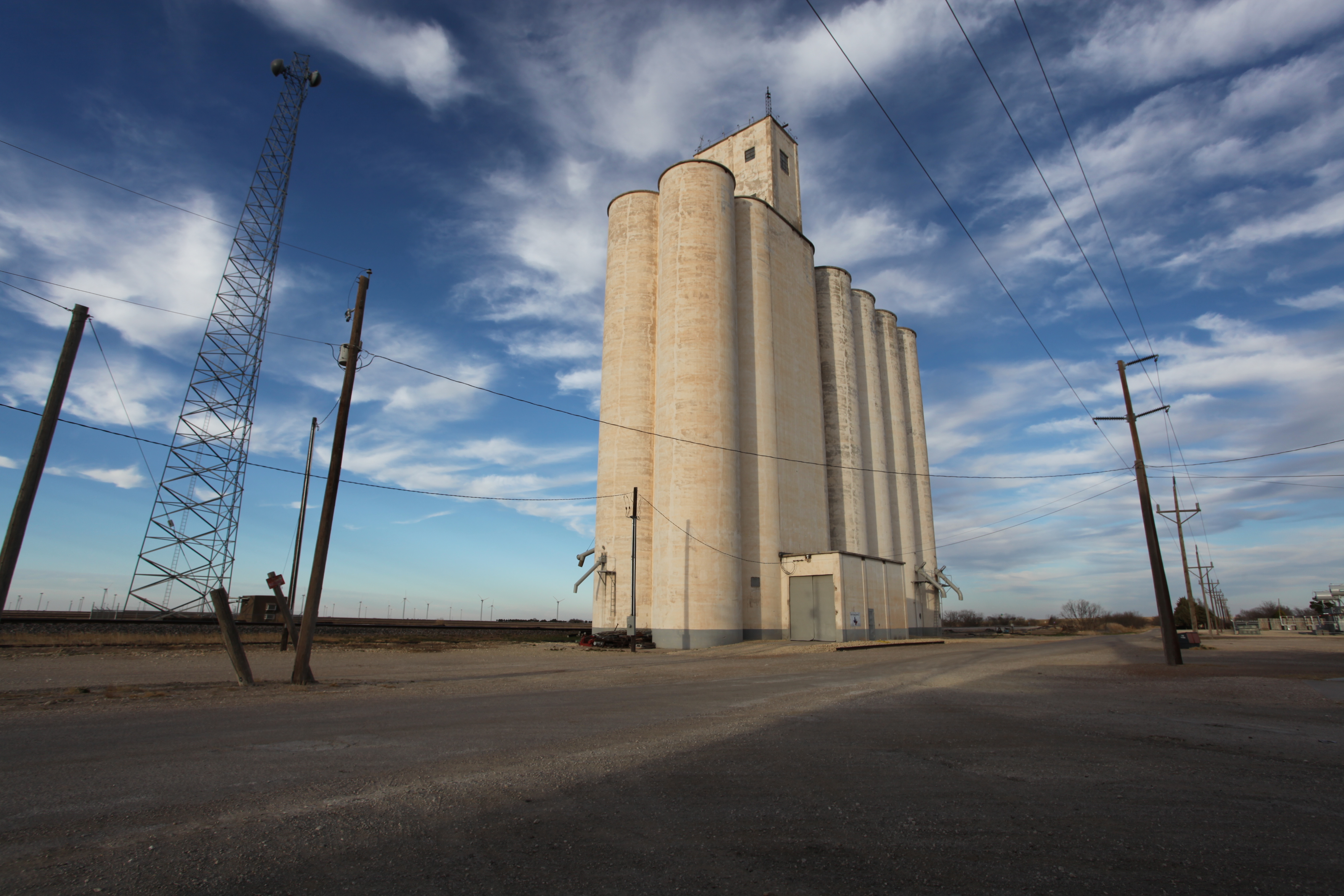
Elevador de grãos em Roscoe, Texas

Elevador de grãos é uma torre contendo um elevador de caçamba, que recolhe, se eleva, e então usa a gravidade para armazenar o grão em um silo ou outra forma de depósito. Na maioria dos países produtores de grãos, o termo "elevador de grãos" é uma metonímia que engloba outras construções ligadas ao elevador em si.

## Elevadores de grãos notáveis
- Zip Feed Tower, estrutura mais alta ocupável da Dakota do Sul desde sua construção em 1956-57 até sua demolição em dezembro de 2005.